# Dear Zachary: A Letter to a Son About His Father
Dear Zachary: A Letter to a Son About His Father (en idioma español: 'Querido Zachary: carta a un hijo acerca de su padre') es un documental estadounidense del año 2008 escrito, producido, editado y dirigido por Kurt Kuenne.
La película cuenta la historia de Andrew Bagby, amigo cercano de Kuenne, quien fue asesinado después de terminar una relación con una mujer llamada Shirley Jane Turner. Poco después de ser arrestada, Turner anunció que estaba esperando un hijo de Bagby, un niño al cual llamó Zachary.
Un año más tarde, el 18 de agosto de 2003, en el muelle del pueblo Conception Bay South, 27 km al oeste de la ciudad de San Juan de Terranova (Canadá), Turner (42) se arroja al mar para suicidarse y al mismo tiempo asesinar a su hijo Zachary Bagby (1), dormido con somníferos y atado a su cuerpo mediante un suéter o jersey. Turner había obtenido su custodia a pesar de enfrentar un juicio por haber asesinado dos años antes al padre del bebé, Andrew Bagby (28).
Kuenne decidió entrevistar a numerosos parientes, amigos y personas asociadas a Andrew Bagby e incorporar sus recuerdos en un filme que serviría como «libro de recortes» para el hijo que nunca conoció. Kuenne ha dicho que Dear Zachary comenzó como un proyecto para ser mostrado solo a amigos y familiares de Andrew Bagby. Sin embargo, a medida que los eventos se desarrollaban, Kuenne decidió exhibir la película públicamente.
Dear Zachary fue estrenado en el Festival de Cine de Slamdance de 2008 y tuvo una exhibición limitada en cines antes de que MSNBC adquiriera sus derechos de distribución. Recibió críticas generalmente positivas y fue alabado por su edición y su peso emocional.
En 2010, después de mirar el documental, el parlamentario Scott Andrews presentó el proyecto de ley C‑464 —también conocida como «Ley Zachary»— en el Parlamento de Canadá. La propuesta, que ayuda a proteger a los niños en relación con las audiencias de fianzas y disputas por custodia, fue aprobada finalmente como ley. Kuenne donó todas las ganancias de su filme a una beca establecida en nombre de Andrew y Zachary Bagby.